# TV 장학회
TV 장학회는 2003년 11월 9일부터 2004년 2월 29일까지 방송되었던 예능 프로그램이다.

## 결방 사유 및 편성 변경
[[2003년]
- 12월 28일 : 송년특집 <스타 총출동> 편성으로 인한 결방[2]